# 敬徳高等学校
敬徳高等学校（けいとくこうとうがっこう）は、佐賀県伊万里市立花町にある私立高等学校。設立母体は学校法人伊万里学園で龍谷総合学園加盟校。通称は「敬徳」。伊万里学園高等学校時代の通称は「伊万里学園」であった。

## 沿革
- 1964年 - 伊万里女子高等学校として創立
- 1968年 - 伊万里学園高等学校に改定、男女共学となる
- 1974年 - 造船科を設置
- 1977年 - 普通科に特別進学コース新設
- 1980年 - 造船科を総合技術科に改編し自動車整備コースを設置
- 1985年 - 総合技術科を自動車整備科に改編
- 1995年 - 校名を敬徳高等学校と改定
- 2004年 - 創立40周年
- 2008年 - 生活福祉コースを食といのちのコースに改編、特別進学コースと進学コースを合併し総合進学コースに改編
- 2010年 - 自動車整備科一種養成施設2年課程へ変更
- 2014年 - 創立50周年
- 2017年 - 通信制課程(普通科)を設置

## 学科
全日制課程
- 普通科
  - 総合進学コース
  - 普通コース（2年進級時に次のコースを選択する）
    - キャリアコース
    - 生活福祉コース
    - 保育コース
- 自動車整備科

通信制課程
- 普通科

## 校訓
- 和顔愛語（わげんあいご）

## 所在地
- 佐賀県伊万里市立花町86

## 制服
- 男子

冬服 - 紺のブレザー・ネクタイとグレーのチェックのズボン
夏服 - 開襟シャツ・紺のスラックス　
- 女子

冬服 - 紺のブレザー・グレーのチェックのスカート
夏服 - 白の前開きのセーラー服・紺のスカート

## その他
- 剣道部や卓球部・野球部・自動車整備科の活躍は著しい。
- 2006年にゴルフ部新設
- スクールバスが各方面から運行されている。
- 現在修学旅行は北海道ニセコでスキー研修を行っている。
- 映画「天使のいた屋上」の撮影に使用された。
- 姉妹校に龍谷高等学校がある。